# Корфинио
Корфинио (итал. Corfinio) — коммуна в Италии, расположена в регионе Абруццо, подчиняется административному центру Л’Акуила.
Население составляет 1023 человека (на 2005 г.), плотность населения составляет 56,24 чел./км². Занимает площадь 18,19 км². Почтовый индекс — 67030. Телефонный код — 0864.
Покровителем коммуны почитается святой Александр I (папа римский), праздник ежегодно празднуется 3 мая.
В древности на этом месте находился город Корфиний, руины которого частично сохранились.